# Sjetveni korijandar
Sjetveni korijandar (lat. Coriandrum sativum), od grčkog coris -stjenica i amon - anis, je jednogodišnja biljka iz porodice apiaceae. 

## Rasprostranjenost
Porijeklom je iz Azije.

## Karakteristike
Biljka je visoka između 30 i 90 cm. U upotrebi su listovi i plodovi, koji imaju različitu aromu, te se nadopunjuju. Listovi podsjećaju na listove peršina.

## Kemijski sastav
Korijandar sadrži eterična ulja, proteine, šećer, vitamin C i dijelom organske kiseline.
Eterično se ulje dobiva destilacijom iz sjemena i čine ga 70% monoterpenoli, 10% monoterpeni, ketoni, esteri i kumarin.

## Vrijeme cvatnje
Sitni bijeli ili bjeloružičasti cvjetovi javljaju se od lipnja do srpnja.

## Skupljanje
Posve zrele sjemenke skupljati početkom jeseni kada posmeđe jer nezrele imaju neugodan miris i nakon sušenja.

## Ljekovito djelovanje
Pospješuje probavu, ublažava grčeve želuca i crijeva, sprječava nadutost te pomaže kod kašlja prehlade i bronhitisa.

## Upotreba
U europskoj kuhinji uglavnom se upotrebljava sjeme, dok su u južnoameričkoj i azijskoj kuhinji bitni listovi, koji se pripremaju kao zelje. Svježi listovi imaju snažnu aromu mošusa i limuna. Ukusom su jako gorki i koriste se za garniranje jela i kao dodatak umacima, salatama i siru.
Svježe mljeveni plodovi dodatak su pecivu, jelima od kupusa, mahunastom povrću i tikvi. Zreli osušeni plodovi daju aromatični ukus i upotrebljavaju se u pripremi mnogih jela, posebno pečenih, a jedan je od sastojaka curry praška i začina za medenjake. Upotrebljava se i za dopunjavanje piva, likera, kompota, marinada i kolača.
Eterično ulje korijandera upotrebljava se u proizvodnji parfema. Ima i ljekovita svojstva te budi apetit, poboljšava probavu i ublažava grčeve i želučane tegobe. Korijander je u današnje vrijeme poznat po tome što potpomaže izlučivanje u živcima i stanicama nagomilanu živu i otrove.

## Sinonimi
- Bifora loureiroi Kostel.
- Coriandropsis syriaca H.Wolff
- Coriandrum globosum Salisb.
- Coriandrum majus Gouan
- Coriandrum sativum var. afghanicum Stolet.
- Coriandrum sativum var. africanum Stolet.
- Coriandrum sativum var. anatolicum Stolet.
- Coriandrum sativum var. arabicum Stolet.
- Coriandrum sativum subsp. asiaticum Stolet.
- Coriandrum sativum var. asiaticum Stolet.
- Coriandrum sativum subsp. indicum Stolet.
- Coriandrum sativum var. indicum Stolet.
- Coriandrum sativum var. microcarpum DC.
- Coriandrum sativum var. pygmaeum Stolet.
- Coriandrum sativum subsp. vavilovii Stolet.
- Coriandrum sativum var. vavilovii Stolet.
- Selinum coriandrum Krause